# Elle: A Modern Cinderella Tale
Elle: A Modern Cinderella Tale é um filme norte-americano estrelado por Sterling Knight. O filme estreou nos Estados Unidos no dia 24 de abril de 2010 no Newport Beach Film Festival,e no Brasil está previsto para ele estrear no dia 5 de abril de 2011.

## Elenco
- Sterling Knight como Ty Parker
- Ashlee Hewitt como Elle Daniels
- Thomas Calabro as Allen
- Kiely Williams as Kandi Kane
- Katherine Bailess as Stephanie
- Tyler Nicole as Becky
- Emma Winkler as Jikamie
- Juliette Hing-Lee as Kit
- Shawn-Caulin Young as Andy